# Burnt Store Marina
Burnt Store Marina – jednostka osadnicza w Stanach Zjednoczonych, w stanie Floryda, w hrabstwie Lee.